# Ruffec (Charente)
Ruffec is een gemeente in het Franse departement Charente (regio Nouvelle-Aquitaine). De plaats maakt deel uit van het arrondissement Confolens. Ruffec telde op 1 januari 2022 3.394 inwoners.

## Geografie
De oppervlakte van Ruffec bedroeg op 1 januari 2022 13,37 vierkante kilometer; de bevolkingsdichtheid was toen 253,9 inwoners per km². De gemeente ligt op een plateau met een gemiddelde hoogte van 120 meter boven zeeniveau. De Péruse, een rijrivier van de Charente, stroomt in een diep dal door de gemeente.
De onderstaande kaart toont de ligging van Ruffec met de belangrijkste infrastructuur en aangrenzende gemeenten.

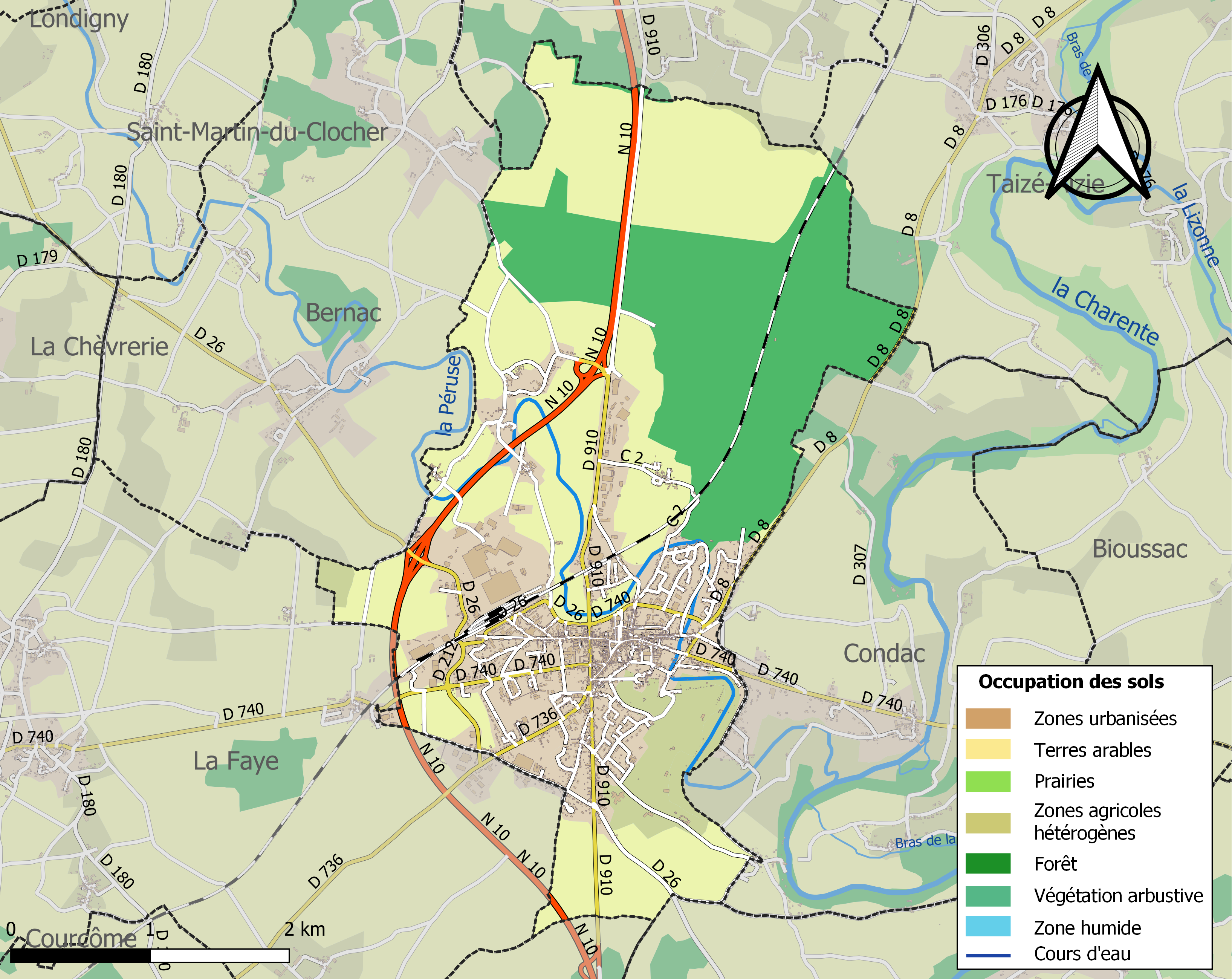

## Verkeer en vervoer
In de gemeente ligt spoorwegstation Ruffec.

## Demografie
Onderstaande figuur toont het verloop van het inwonertal (bron: INSEE-tellingen).

## Geschiedenis
De plaats werd voor het eerst genoemd in 963, toen Willem Taillefer, graaf van Angoulême, dit domein ontving van de koning. Het dorp groeide rond een versterkt kasteel en een kerk, die werd gebouwd met steun van de Abdij van Nanteuil. In 1588 werd Ruffec een markizaat. Na de Franse Revolutie werd Ruffec de hoofdplaats van een district en vanaf 1800 van een arrondissement. Het arrondissement Ruffec werd in 1926 opgeheven.
Vanaf de tweede helft van de 20e eeuw hebben weidegronden plaatsgemaakt voor maïsvelden, die worden geïrrigeerd.

## Geboren
- Pierre-Armand Pinoteau (1769-1834), militair
- François Laroche (1775-1823), militair
- Anne Charrier (1974), actrice